# Der Protagonist
Der Protagonist (El protagonista) op. 15 es una ópera en un acto con música de Kurt Weill y libreto en alemán de Georg Kaiser, basado en su propia obra delmismo título del año 1920. Se estrenó el 27 de marzo de 1926 en la Ópera Semper de Dresde, donde fue dirigida por Josef Gielen y Fritz Busch. 
La primera ópera sobreviviente de Weill ha sido descrita como Literaturoper, similar al Wozzeck de Alban Berg.

## Personajes
| Personaje              | Tesitura  | Reparto del estreno, 27 de marzo de 1926 (Director: Fritz Busch) |
| ---------------------- | --------- | ---------------------------------------------------------------- |
| El protagonista        | tenor     | Curt Taucher                                                     |
| Su hermana             | soprano   | Elisa Stünzner                                                   |
| Primer actor           | bajo      | Robert Büssel                                                    |
| Segundo actor          | barítono  | Rudolf Schmalnauer                                               |
| Tercer actor           | contralto | Elfriede Haberkorn                                               |
| El mayordomo del duque | tenor     | Ludwig Eybisch                                                   |
| Joven señor            | barítono  | Paul Schöffler                                                   |
| Posadero               | bajo      | Adolf Schoepflin                                                 |
| Ocho músicos           |           |                                                                  |

## Grabaciones
Weill: Der Protagonist  - Orquesta sinfónica alemana de Berlín
- Director: John Mauceri
- Principales cantantes: Corby Welch, Matthias Koch, Alexander Marco-Buhrmester, Robert Worle, Jan Buchwald, Matteo de Monti, Johannes von Duisburg, Amanda Halgrimson.
- Fecha de grabación: 1 de mayo de 2002
- Sello discográfico: Capriccio - 60 086 (CD)